# Mark Coffey
 Mark Coffey (né le 13 février 1990 à Glasgow) est un catcheur écossais actuellement signé à la WWE, dans la division NXT. Il est le frère cadet de Joe Coffey et font souvent équipe sous le nom de « The Coffey Brothers ». Auparavant, il a catché pour la Defiant Wrestling et l'Insane Championship Wrestling. Il est actuellement Champion par équipes de NXT avec Wolfgang.

## Carrière dans le catch

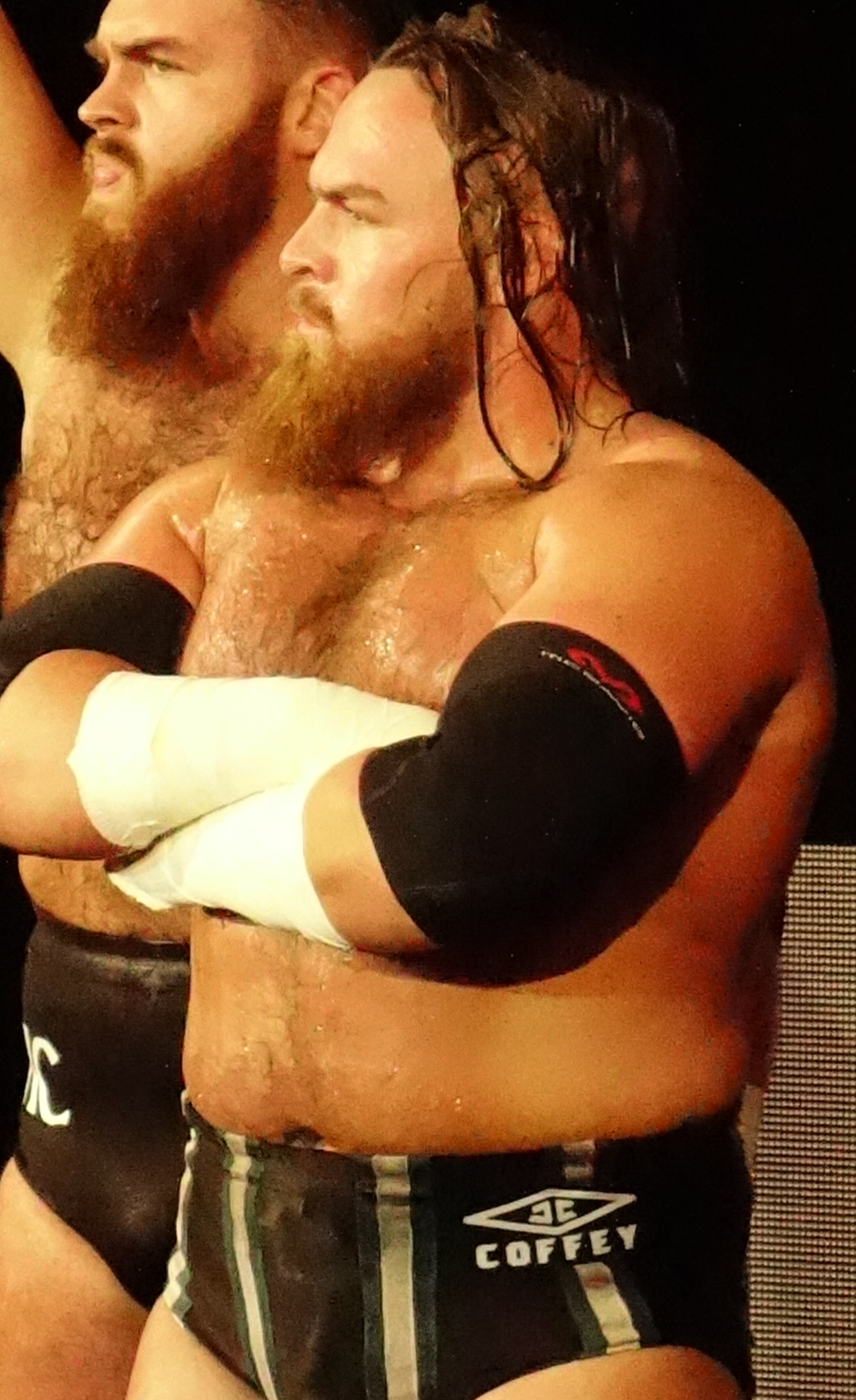
Joe Coffey, avril 2019.

### Insane Championship Wrestling (2012-2019)
Lors de Still Smoking, il perd son titre contre Fergal Devitt.
Lors de Fear & Loathing VII, lui et Jackie Polo battent The Hooligans (Paul London et Brian Kendrick) et remportent les ICW Tag Team Championship.
Lors de Fear & Loathing XI, il perd son titre contre Joe Coffey,.

### WWE (2018-présent)

#### NXT UK (2018–2022)
Coffey apparaîtrait régulièrement lors de NXT UK, accompagné de son frère Joe Coffey pour remporter leur premier match télévisé. Ils allaient tous deux former l'écurie Gallus aux côtés de Wolfgang et entrer en rivalité contre le clan British Strong Style.
Dans l'épisode du 6 février 2019 de NXT UK, Coffey affronte Walter, qui en est alors à son deuxième match dans la fédération, mais perd.
Lors de NXT UK Takeover : Cardiff, lui et Wolfgang perdent contre Flash Morgan Webster et Mark Andrews dans un Triple Threat Tag Team Match qui comprenaient également The Grizzled Young Veterans (Zack Gibson et James Drake) et ne remportent pas les NXT UK Tag Team Championship. Le 17 octobre à NXT UK, ils battent Flash Morgan Webster et Mark Andrews et remportent les NXT UK Tag Team Championship.
Le 25 février 2021 à NXT UK, ils perdent leur titres contre Pretty Deadly (Lewis Howley et Sam Stoker) qui mettent fin à leur régne de 497 jours,.
Le 14 juillet 2022 à NXT UK, il bat Noam Dar et remporte le NXT UK Heritage Cup Championship.

#### NXT (2022-...)
Lors de Vengeance Day (2023), ils battent The New Day (Kofi Kingston et Xavier Woods) dans un Fatal 4-Way Tag Team Match qui comprenaient également Pretty Deadly (Elton Prince et Kit Wilson) et Andre Chase et Duke Hudson et remportent les NXT Tag Team Championship.

## Palmarès
- Insane Championship Wrestling
  - 4 fois ICW Tag Team Championship avec Jackie Polo
  - 3 fois ICW Zero-G Championship

- Pro Wrestling Elite
  - 1 fois PWE Tag Team Championship avec Jackie Polo

- Scottish Wrestling Alliance
  - 1 fois Scottish Heavyweight Championship
  - 3 fois SWA Tag Team Championship Avec Jackie Polo (2) et Joe Coffey (1)

- Target Wrestling
  - 1 fois Target Wrestling Tag Team Championship avec Jackie Polo

- World Wide Wrestling League
  - 1 fois W3L Tag Team Championship avec Joe Coffey

- World Wrestling Entertainment
  - 1 fois NXT UK Heritage Cup Championship
  - 1 fois NXT UK Tag Team Championship avec Wolfgang[15]
  - 1 fois NXT Tag Team Championship avec Wolfgang